# OTs-02 Kiparis
El OTs-02 Kiparis (ОЦ-02 Кипарис, ciprés en ruso) es un subfusil que fue diseñado por la oficina de diseño de TsKIB SOO de Tula a inicios de la década de 1970, pero no fue introducido en servicio hasta 1991. Fue ideado principalmente para seguridad interna y unidades policiales, siendo adoptado por la Policía rusa y el Ministerio del Interior de Rusia.   

## Detalles de diseño
EL Kiparis es un arma de diseño convencional accionada por retroceso de masas, que dispara cartuchos 9 x 18 Makarov. Puede disparar tanto el cartucho estándar 57-N-181S, como el más poderoso 57-N-181SM de alta velocidad.      
El cajón de mecanismos está hecho de chapa de acero estampada y tiene un pistolete de plástico. Es alimentado mediante un cargador extraíble recto de acero, con capacidad de 20 o 30 balas insertado en un brocal situado delante del guardamonte.  
El arma tiene una rudimentaria culata plegable de acero que se pliega sobre el cajón de mecanismos, de tal manera que la cantonera de esta cubre ambos lados de la boca del cañón. El Kiparis es suministrado con un silenciador que tiene una vida útil de 6.000 disparos, la misma que el cañón. Cuando tiene instalado el silenciador, el arma es denominada OTs-02-1. El Kiparis también puede llevar una mira de punto rojo o un puntero láser táctico que se acopla delante del brocal del cargador, de tal forma que la parte inferior del puntero puede usarse como guardamano al apuntar.     